# Buccinum tsubai
Buccinum tsubai is een slakkensoort uit de familie van de Buccinidae. De wetenschappelijke naam van de soort is voor het eerst geldig gepubliceerd in 1933 door Kuroda & Kikuchi.